# Дисков сектор
В контекста на компютърните дискове за съхранение на информация, дисковият сектор е подразделение на пътечката (Фиг. 1, елемент A) при магнитен или оптичен диск. Всеки сектор съхранява фиксирано количество информация. Типичните размери на секторът при тези носители на информация са 512 байта (за магнитен диск) или 2048 байта (за оптичен диск).
Математически, думата сектор означава част от диска между центъра, два радиуса и съответна дъга (виж Фиг. 1, елемент B), оформена като парче пай. Така че често дисков сектор се свързва в действителност с пресичането на пътечката и математическия сектор.
|  | Тази страница частично или изцяло представлява превод на страницата Disk_sector в Уикипедия на английски. Оригиналният текст, както и този превод, са защитени от Лиценза „Криейтив Комънс – Признание – Споделяне на споделеното“, а за съдържание, създадено преди юни 2009 година – от Лиценза за свободна документация на ГНУ. Прегледайте историята на редакциите на оригиналната страница, както и на преводната страница, за да видите списъка на съавторите. ВАЖНО: Този шаблон се отнася единствено до авторските права върху съдържанието на статията. Добавянето му не отменя изискването да се посочват конкретни източници на твърденията, които да бъдат благонадеждни. |